# Éabha McMahon
Éabha McMahon (* 9. Dezember 1990 in Dublin, Irland) ist eine irische Sängerin und ehemaliges Mitglied der Gruppe Celtic Woman.

## Leben und Wirken
Éabha McMahon begann ihre Karriere im Alter von neun Jahren, als sie vom christlich-religiösen Verlagshaus Veritas ausgewählt wurde, ein Album zum Kinderbuch Beo go Deo aufzunehmen. Danach begann sie im traditionellen Sean-nós-Stil wie die Sänger Máire Ní Choilm, Séamus Mac Mathúna, Moya Brennan und Íde Mac Mathúna zu singen. Als sie 15 war, nahm sie an einem Vorsingen für Anúna (Original Riverdance-Chor) teil. 2005 wurde sie das jüngste Mitglied von Anúna. 2006 tourte sie mit Anúna durch die USA, wo die Anúna Christmas Memories DVD für PBS aufgenommen wurde, welche die Top 10 in den Billboard Charts im selben Jahr erreichte.